# اعلامیه نود و پنج ماده‌ای مارتین لوتر
اعلامیهٔ ۹۵ ماده‌ای در باب قدرت و اثربخشی آمرزش (به لاتین: Disputatio pro declaratione virtutis indulgentiarum) که با عنوان اعلامیهٔ ۹۵ ماده‌ای شناخته می‌شود، در سال ۱۵۱۷ میلادی توسط مارتین لوتر به نگارش درآمد که از آن عموماً به عنوان محرک اولیه برای اصلاحات پروتستانی یاد می‌شود. این اعلامیه سوءاستفاده‌های مذهبی، خصوصاً مواردی همچون فروش آمرزش‌نامه را به چالش می‌کشد.

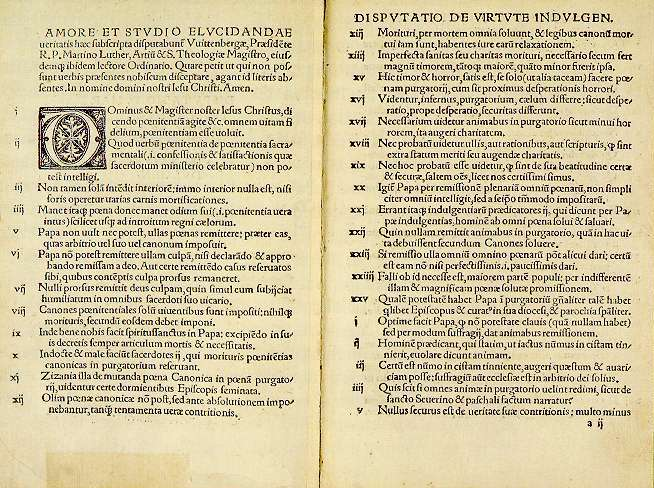
نسخه‌ای از اعلامیهٔ ۹۵ ماده‌ای مارتین لوتر

## محتوا
مارتین لوتر در اعلامیهٔ خود، بر مسائل درون کلیسای کاتولیک همچون غسل تعمید و آمرزش تمرکز می‌کند. این اعلامیه، با صراحت اعتبار فروش آمرزش گناهان توسط کلیسا را رد می‌کند و اظهار می‌دارد که رهایی از گناه در این کلیسا، با داد و ستدهای مالی بدست می‌آید، نه با ندامت واقعی از گناه. لوتر مدعی است که فروش آمرزش، نقض آشکار هدف اصلی اعتراف، توبه و بخشایش است و به مسیحیان به دروغ گفته شده که آن‌ها می‌توانند با خرید آمرزش به پاکی از گناه دست پیدا کنند.
کلیسای ویتنبرگ در آلمان که جزئی از امپراتوری مقدس روم بود و اعلامیهٔ ۹۵ ماده‌ای از آنجا منتشر شد، بزرگترین مجموعهٔ باقی‌ماندهٔ آثار مقدس در اروپا را در خود دارد. این آثار توسط فردریک سوّم ساکسونی جمع‌آوری شدند. در آن زمان ادعا می‌شد که ستایش اجساد و آثار قدیسین باعث بخشایش و عفو مجازت گناه در برزخ می‌شود.

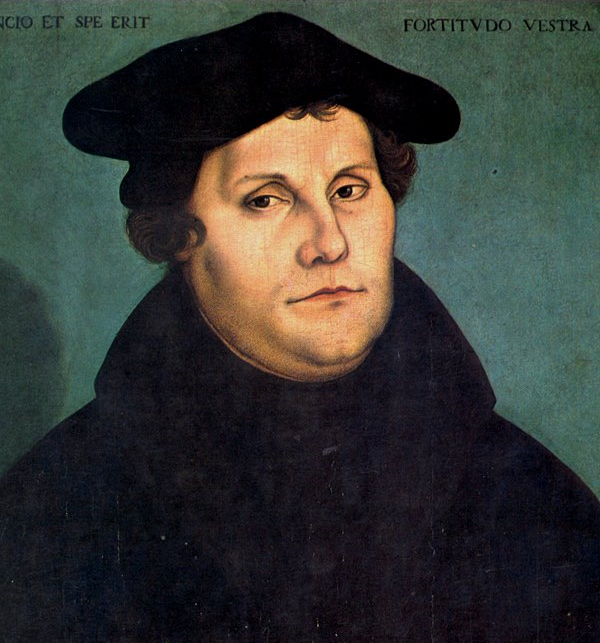
مارتین لوتر، اثر لوکاس کراناخ

در آن زمان یک کشیش معتقد به فرقهٔ دومینیک، با هدف جمع‌آوری اعانه برای تأمین هزینه‌های بازسازی کلیسای سنت پیتر در رم که توسط پاپ لئون دهم شروع شده بود، به فروش آمرزش‌نامه در سرزمین‌های آلمان اقدام کرد. در آن زمان آلبرت ماینز، اسقف اعظم ماینز در آلمان، برای خرید مقام خود مبلغ زیادی را قرض گرفته بود و بشدت در مضیقه بود. به همین دلیل با شرط دریافت قسمتی از درآمد حاصل از فروش آمرزش‌نامه، اجازهٔ این کار را در سرزمین‌های خود صادر کرد. لوتر احساس کرد که باید چنین تقلبی را برای مردمی که اقدام به خرید آمرزش‌نامه می‌کنند افشا کند. این افشاگری در مناظره‌ای که در دانشگاه ویتنبرگ برگزار شده بود انجام شد.

## انتشار
هانس هیلربراند می‌نویسد که در روز ۳۱ اکتبر ۱۵۱۷ میلادی، لوتر به هیچ وجه قصد جدال با کلیسا را نداشت، بلکه آن را اعتراضی اصولی به رفتار کلیسا می‌دانست. با این وجود در بخش‌های مختلف اعلامیه، چالش‌های محسوسی در ارتباط با کلیسا دیده می‌شود، خصوصاً در بند ۸۶ام، آنجا که می‌پرسد: "از آنجا که ثروت کنونی پاپ از ثروت کراسوس‌ها (ثروتمندترین افراد) بیشتر است، چرا او نباید این کلیسای سنت پیتر را به جای پول مؤمنانِ مستمند، با پول خود بسازد؟"
لوتر "اعتراض‌نامهٔ مارتین لوتر در باب قدرت و تاثیر آمرزش" را که بعدها به اعلامیهٔ ۹۵ ماده‌ای مشهور شد، در آستانهٔ روز همهٔ قدیسین، ۳۱ اکتبر ۱۵۱۷ بر درب کلیسای ویتنبرگ نصب کرد. در آن روز لوتر در اعتراض به فروش آمرزش، نامه‌ای به آلبرت ماینز و ماگدبورگ و اسقف اعظم براندنبورگ نوشت و در نامهٔ خود، رونوشتی از اعلامیه را ضمیمه ساخت. در مدت دو هفته در کل آلمان و در مدت دو ماه در اروپا نسخه‌های اعلامیهٔ لوتر منتشر شد. با ترجمهٔ اعلامیه از لاتین به آلمانی، این اعلامیه اولین اثر لوتر بود که در تیراژی وسیع در سراسر اروپا منتشر شد.

## واکنش‌ها

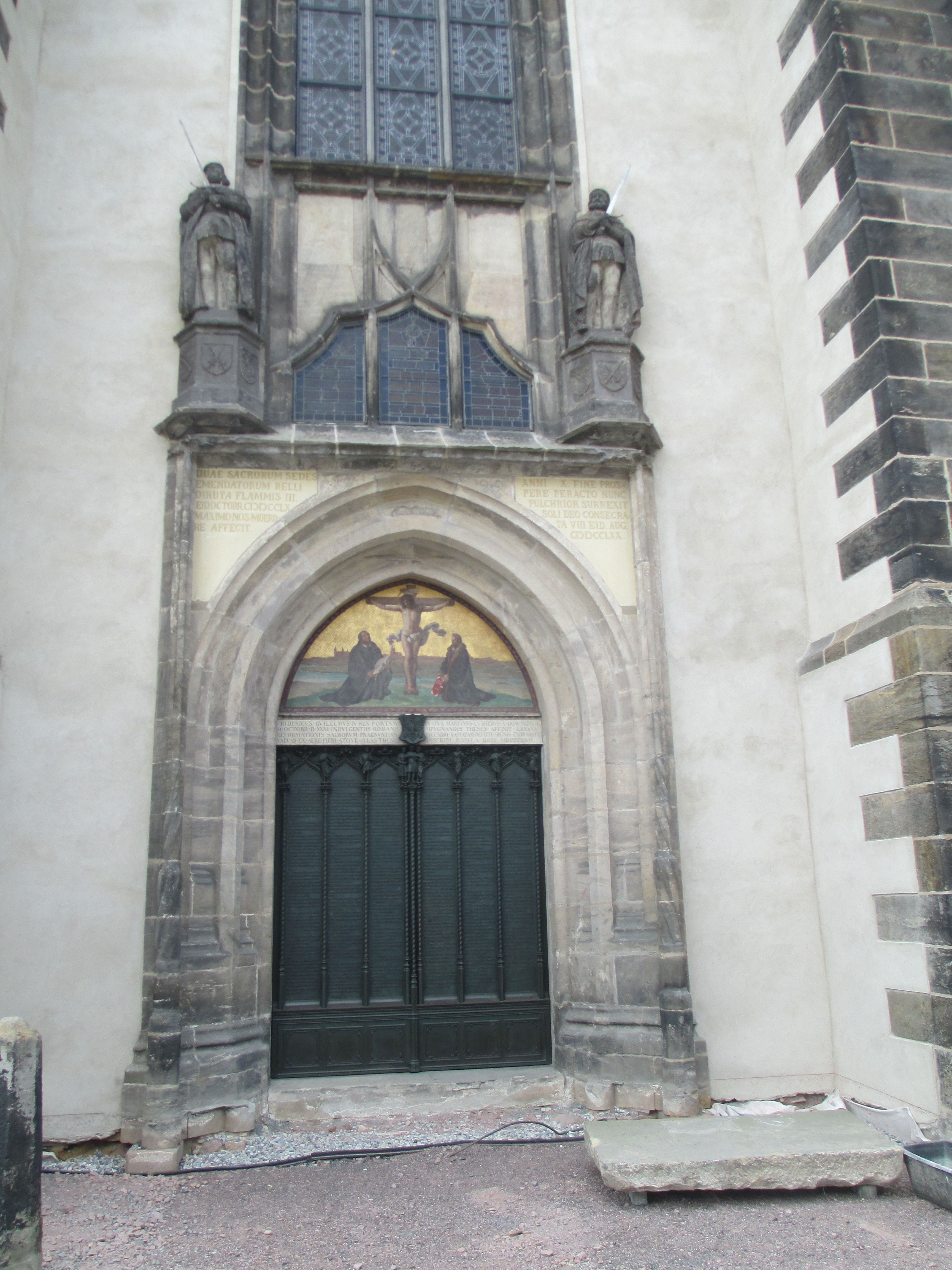
محل نگارش اعلامیهٔ ۹۵ ماده‌ای در باب قدرت و اثربخشی آمرزش

در روز ۱۵ ژوئن ۱۵۲۰ میلادی، پاپ لئون دهم تکذیبیه‌ای برای اعلامیهٔ ۹۵ ماده‌ای لوتر صادر کرد. این سند، باورهای رسمی کلیسای کاتولیک که لوتر اشتباه پنداشته بود را اعلام می‌کرد.
اعلامیه لوتر برای اروپای شمالی شروعی بود برای استقلال از اقتدار پاپ که تغییرات شگرفی را در زمینه‌های مذهبی و اجتماعی در این منطقه فراهم آورد، مانند سرپیچی از قوانین پاپ، افول فئودالیسم و گسترش تجارت.
در ۲۷ اکتبر ۱۵۱۹ کلیسای کوچک ویتنبرگ با اجتماع کوچک خود از مذهب کاتولیک روی برگرداند. تا سال ۱۵۲۲ اکثر نقاط شهر، به دستورهای لوتری بجای قوانین کلیسای کاتولیک رومی پرداختند. طرفداران لوتر بسرعت افزایش یافتند که رویگردانی اکثر آنان به دلیل نارضایتی عمومی از اعضای کلیسای کاتولیک رومی و فساد و تمایلات دنیوی اعضای آنان بود.